# László Kanizsai
László VI Kanizsai (†1477/1478) est un militaire et un homme d'État du Royaume de Hongrie.

## Biographie
Il est le fils de László Kanizsai (†1334), comte de Sopron, et de Dorottya Garai, fille du comte palatin de Hongrie Miklós Garai II (1367-1433).
Il participe en 1456 à la célèbre et victorieuse bataille de Nándorfehérvár, qui oppose l'Europe chrétienne à l'Empire ottoman, aux côtés du célèbre Jean Hunyadi.
Il est prince de Transylvanie  en 1460.
Baron du royaume (lat. barones regni) avec le titre de «Magnificus vir», il est ensuite nommé à la fonction de grand-maréchal de la cour (agasonum regalium magister, en hongrois : Lovászmester  ).

## Sources
- A magyar állam főméltóságai,  Markó László, Magyar Könyvklub Budapest, 2000